# Сакья Тридзин
Сакья Тридзин (тиб. ས་སྐྱ་ཏྲི་ཛིན, Вайли sa skya tri dzin — букв. держатель трона серой земли) — традиционный титул настоятелей монастыря Сакья, одновременно являющихся главами школы сакья тибетского буддизма.
Школа сакья была основана в 1073 году, когда Кончог Гьялпо из знатного тибетского рода Кхон основал монастырь в местности Сакья, ставший центром этой школы. Начиная с этого времени престол Сакьи и главенство в школе наследовались в рамках рода Кхон. Наиболее широко используемым порядком в этом случае была передача предстоятельства от дяди к племяннику: дяде-монаху, самому не имевшему детей, наследовал его племянник — сын мирянина, однако, этот порядок престолонаследия не всегда соблюдался. Например, предпредыдущий Сакья Тризин, Нгаванг Кюнга — мирянин, женат и имеет двоих сыновей, один из которых, Гьяна Ваджра Римпоче, стал главой школы в 2020 г.
Нынешняя резиденция Сакья Тридзина находится в индийском городе Дехрадун (штат Уттаракханд).

## Легендарная родословная рода Кхон
Согласно легендарному родословию рода Кхон, первый его представитель, Церинг, снизошёл на Землю из Рупадхату, то есть был богом. По легенде, первое, «божественное» поколение рода подчинило демонов-ракшасов, поэтому род стал называться «родом Победителей» (Khon gyi dung) и приобрёл царское достоинство.
| Лхариг — божественный род 1. Церинг 2. Юсе 3. Юринг 4. Масанг Чидже 5. Тогса Паво Таг 6. Тагпо Очен 7. Япанг Кье | Кхон — царский род 1. Кхон Бар Кье 2. Кхон Джекундаг, советник Трисонг Децена, ученик Падмасамбхавы. 3. Кхон Луй Вангпо Срунгва 4. Кхон Дордже Ринче 5. Кхон Шераб Ёнтан 6. Кхон Ёнтан Дордже 7. Кхон Цугтор Шераб 8. Кхон Гекьяб 9. Кхон Гетонг 10. Кхон Балпо 11. Кхон Шакья Лодрё 12. Шераб Цултрим |

## Сакья Тризины
1. Кхон Кончог Гьялпо
2. Ринчендраг
3. Кюнга Ньингпо
4. Сонам Цземо
5. Тракпа Гьялцен
6. Сакья-пандита Кюнга Гьялцен
7. Лодрё Гьялцен
8. Ринчен Гьялцен
9. Дхармапаларакшита
10. Шарпа Джамьян Ченпо
11. Зангпопэл
12. Намха Легпа
13. Джамьянг Доньод Гьялцен
14. Сонам Гьялцен
15. Тавен Лодрё Гьялцен
16. Кюнга Ринчен
17. Кушри Лодрё Гьялцен
18. Джамьянг Намха Гьялцен
19. Кюнга Вангчуг
20. Шераб Гьялцен
21. Лодрё Гьялцен
22. Кюнга Сонам
23. Нгакчен Кюнга Ринчен
24. Сонам Вангпо
25. Дхагпа Лодрё
26. Кюнга Вангьял
27. Нгаванг Кюнга Сонам
28. Сонам Вангчук
29. Кюнга Таши
30. Сонам Ринчен
31. Сачен Кюнга Лодрё
32. Вангду Ньингпо
33. Пема Дудул Вангчук
34. Дордже Ринчен
35. Таши Ринчен
36. Кюнга Сонам
37. Кюнга Ньингпо
38. Дзамлинг Чегу Вангчук
39. Драгшул Тинлей Ринчен
40. Нгаванг Тхутоб Вангчук
41. Нгаванг Кюнга
42. Ратна Ваджра Римпоче
43. Кондунг Гонма Гьяна Ваджра Ринпоче (нынешний)